# Robert Thompson and Sons
Robert Thompson and Sons war eine Schiffswerft in Southwick. Sie bestand von 1854 bis 1933.

## Geschichte

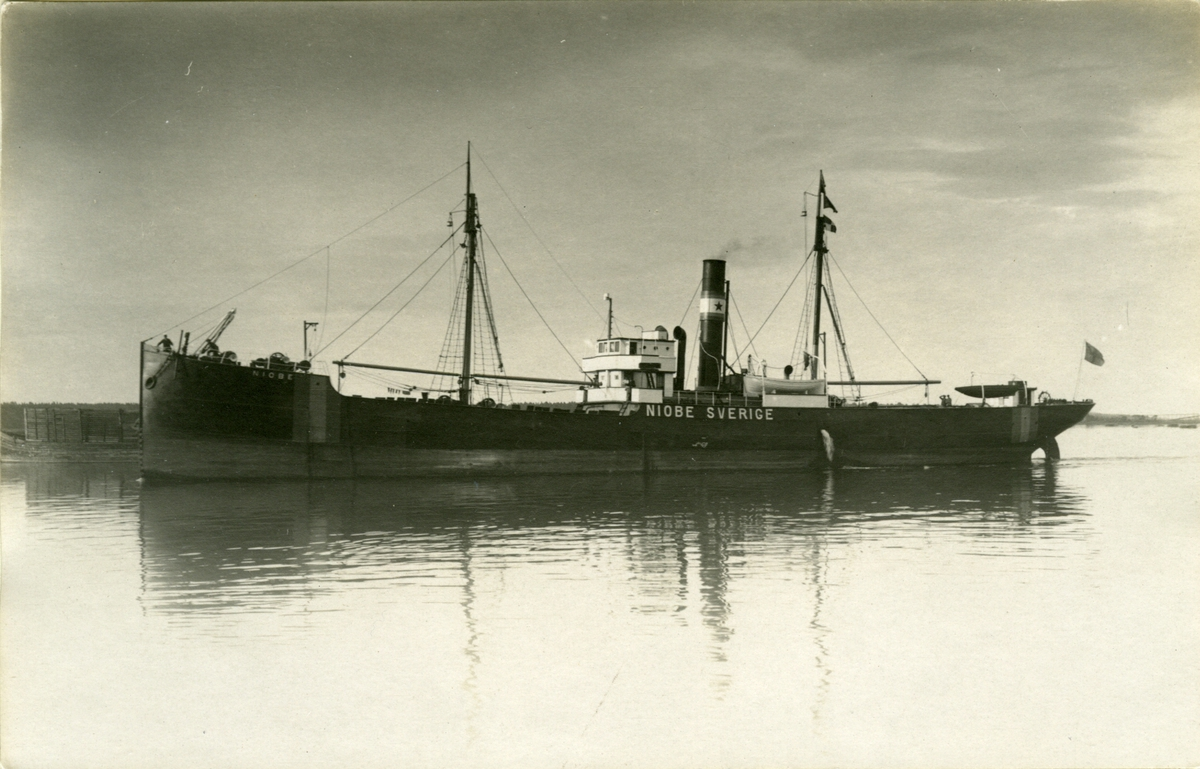
Die 1883 gebaute Niobe, ehemals Kingscote

Der Firmengründer Robert Thompson Junior verließ im Jahr 1854 den elterlichen Betrieb Joseph Thompson and Sons in Sunderland, um eine eigene Werft aufzubauen. Er erwarb die Werft von John Candish im benachbarten Dorf Southwick (heute ein Vorort von Sunderland), die mit einem Patentslip und Schiffbauhellingen ausgestattet war, und begann dort mit dem Schiffbau unter eigenem Namen. Das erste gebaute Schiff war die hölzerne Bark Graces. Es folgten 21 weitere Schiffe aus Holz, bevor Thompson 1864 erste Kompositbauten erstellte. Schon 1868 machte Thompson mit dem Bau des eisernen Vollschiffs Ireshope den nächsten Schritt. Er zählt damit zu den Pionieren des Eisenschiffbaus. Nachdem die Thompson-Werft weitere zwei Jahre darauf mit der Canadian das erste eiserne Dampfschiff gebaut hatte, verließen ab 1871 ausschließlich Eisenschiffe die Werft in Southwick.
Ab 1881 traten zwei Söhne Roberts in den Betrieb ein, woraufhin die Werft als Robert Thompson and Sons Ltd firmierte. In diesem Jahr liefen zwölf Neubauten von den Hellingen der Werft, was sie zur drittproduktivsten Sunderlander Werft des Jahres 1881 machte. Im Jahr 1888 erwarb Thompson Bridge Dockyard als Reparaturwerft, stellte dort später aber auch Neubauten her. Im selben Jahr stellten beide Thompson-Werften ihre Produktion auf den Stahlschiffbau um. In dieser Zeit baute die Werft eine Reihe von stählernen Trampschiffen.
Der Neubauausstoß des Jahres 1900 betrug 15.260 Raumtonnen. Ab 1901 wurde die Werft in Southwick erweitert und modernisiert und 1906 wurde das Unternehmen zur Limited-Gesellschaft. 1910 starb Robert Thompson. In diesen Jahren bis zum Ersten Weltkrieg war die Werft besonders für den Bau mittelgroßer Trampdampfer, sein Reparaturgeschäft und Schiffsverlängerungen bekannt, stellte daneben aber auch Kabelleger und Motorschiffe her.
In der Zeit des Ersten Weltkriegs baute die Werft zehn Schiffe, neun Bargen und zwei Patrouillenboote für die britische Admiralität. Darüber hinaus erstellte die Werft einige Trampschiffe für zivile Rechnung. Der Shipping Controller orderte jeweils drei Standardschiffe der WAR-Typen A und C.
Während der 1920er Jahre verließen mehr als 28 Trampschiffe und Colliers die Werft. 1930 wurde die Werft geschlossen, aber 1931 wieder vorübergehend geöffnet, da es dem Unternehmen gelungen war, einen Auftrag aus Portugal über den Bau zweier Trawler zu erhalten. Die Descobridor und Corte Real liefen im April und Mai 1931 vom Stapel, wurden aber nicht bezahlt, woraufhin die beiden Schiffe für zwei Jahre bei der Werft verblieben und erst 1933 nach Frankreich verkauft werden konnten. Im selben Jahr wurde die Werft an die National Shipbuilders Security veräußert und abgebrochen.
In den Jahren 1854 bis 1933 entstanden bei Thompson 341 Schiffe.